# Mâlain
Cet article possède un paronyme, voir Melun.
Mâlain est une commune française située dans le département de la Côte-d'Or, en région Bourgogne-Franche-Comté.

## Géographie

### Géologie
Mâlain est situé à l'extrêmité sud du Plateau de Langres. Le territoire de la commune comporte l'un des deux seuls affleurements du socle cristallin hercynien sur lequel se sont déposés les sédiments post-triassiques, entre le Morvan et les Vosges : l'ensemble de la région est constitué de roches sédimentaires s'étant déposées sur un socle cristallin prééxistant, mais ce socle n'est visible en surface qu'à Mâlain (ainsi qu'à Remilly-en-Montagne). Les roches cristallines du socle affleurant sur la commune sont des migmatites.
Des gisements de gypse ont été exploités jusqu'au début du XXe siècle ; vers 1900, les fours localisés à Mâlain produisaient jusqu'à 5000 tonnes par an de plâtre issu de l'exploitation du gypse.

### Accès

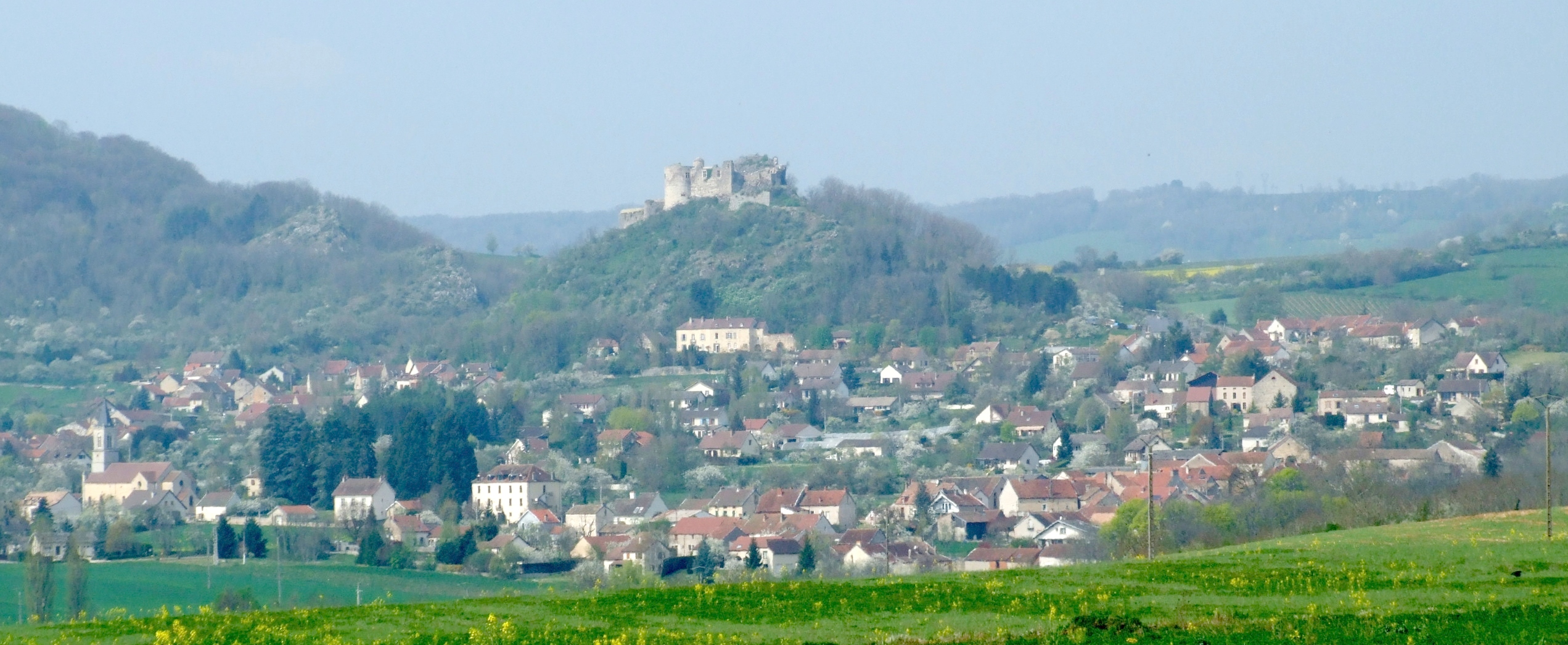
Vue panoramique de Mâlain.

### Climat
Pour des articles plus généraux, voir Climat de la Bourgogne-Franche-Comté et Climat de la Côte-d'Or.
En 2010, le climat de la commune est de type climat océanique dégradé des plaines du Centre et du Nord, selon une étude du Centre national de la recherche scientifique s'appuyant sur une série de données couvrant la période 1971-2000. En 2020, Météo-France publie une typologie des climats de la France métropolitaine dans laquelle la commune est exposée à un climat océanique altéré et est dans la région climatique  Bourgogne, vallée de la Saône, caractérisée par un bon ensoleillement (1 900 h/an), un été chaud (18,5 °C), un air sec au printemps et en été et des vents faibles.
Pour la période 1971-2000, la température annuelle moyenne est de 10,5 °C, avec une amplitude thermique annuelle de 17,3 °C. Le cumul annuel moyen de précipitations est de 917 mm, avec 12,8 jours de précipitations en janvier et 8,2 jours en juillet. Pour la période 1991-2020, la température moyenne annuelle observée sur la station météorologique de Météo-France la plus proche, « Saint-Martin-du-M », sur la commune de Saint-Martin-du-Mont à 12 km à vol d'oiseau, est de 9,9 °C et le cumul annuel moyen de précipitations est de 938,1 mm,. Pour l'avenir, les paramètres climatiques de la commune estimés pour 2050 selon différents scénarios d'émission de gaz à effet de serre sont consultables sur un site dédié publié par Météo-France en novembre 2022.

## Urbanisme

### Typologie
Au 1er janvier 2024, Mâlain est catégorisée commune rurale à habitat dispersé, selon la nouvelle grille communale de densité à 7 niveaux définie par l'Insee en 2022.
Elle est située hors unité urbaine. Par ailleurs la commune fait partie de l'aire d'attraction de Dijon, dont elle est une commune de la couronne,. Cette aire, qui regroupe 333 communes, est catégorisée dans les aires de 200 000 à moins de 700 000 habitants,.

### Occupation des sols
L'occupation des sols de la commune, telle qu'elle ressort de la base de données européenne d’occupation biophysique des sols Corine Land Cover (CLC), est marquée par l'importance des territoires agricoles (60 % en 2018), une proportion sensiblement équivalente à celle de 1990 (60,3 %). La répartition détaillée en 2018 est la suivante : terres arables (36,4 %), forêts (33,6 %), prairies (19,4 %), zones urbanisées (6,3 %), zones agricoles hétérogènes (4,2 %). L'évolution de l’occupation des sols de la commune et de ses infrastructures peut être observée sur les différentes représentations cartographiques du territoire : la carte de Cassini (XVIIIe siècle), la carte d'état-major (1820-1866) et les cartes ou photos aériennes de l'IGN pour la période actuelle (1950 à aujourd'hui).

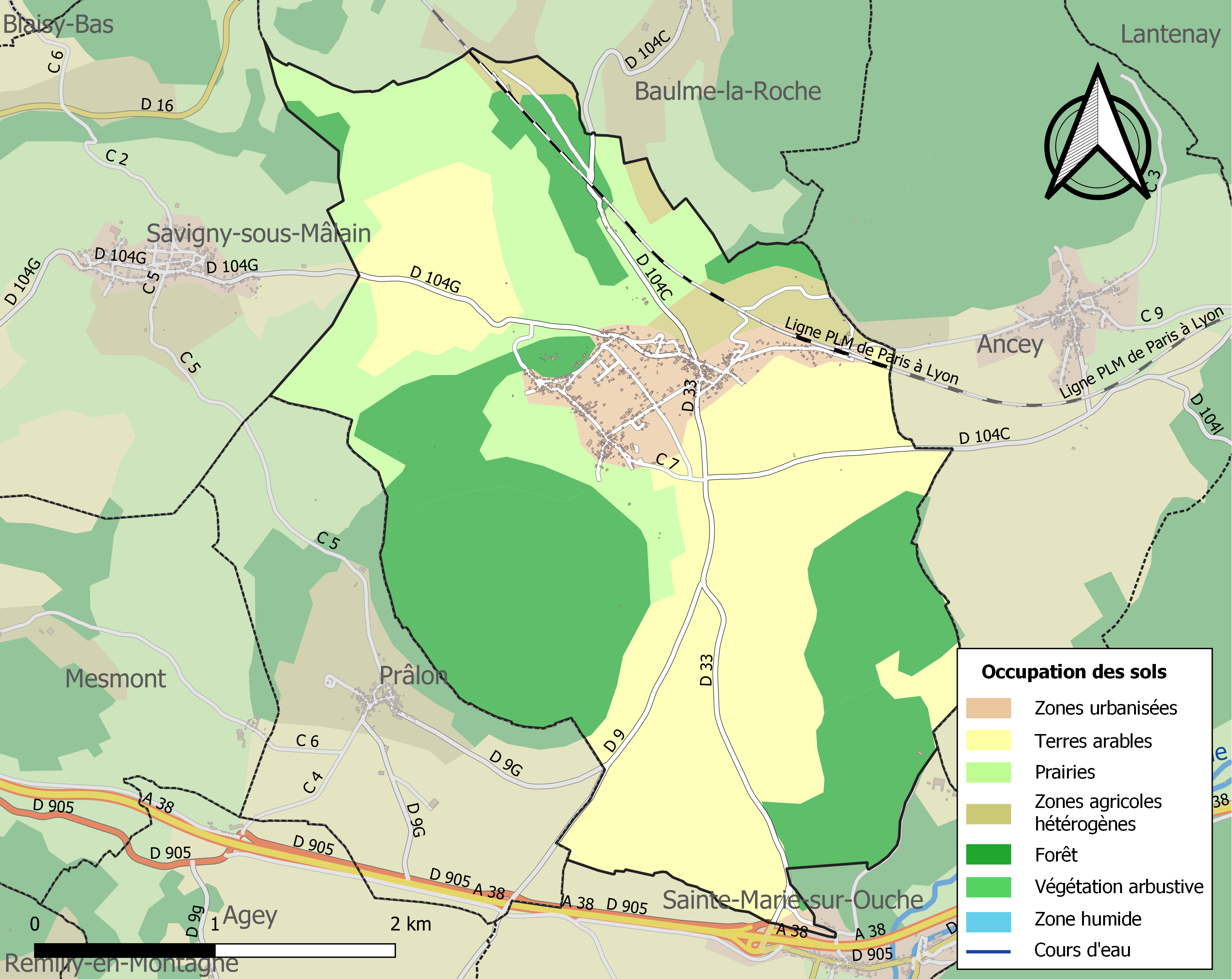
Carte des infrastructures et de l'occupation des sols de la commune en 2018 (CLC).

## Toponymie
Les formes anciennes de Mâlain sont : Mediolanum en 1075, Humbertus de Meilano 1131, Presbiteratus Mediolani 1157, Meelan, Meelen 1164, Moelen, Maelen 1191, Villernus Froment de Meelun 1222, Maelin 1225, Moolein 1230, Maalein 1231, Moelin 1234, ecclesia beati Valeriani de Maaulayn 1240, Maucelin 1242, Maalen, 1253, Maeling 1265, Maaulain 1277, Maulain 1289, Maaleyn 1292, Manlain, Manllain 1392, Moulaym XIVe siècle, Malain, 1528, Malayum 1562, Mollain 1575, Malain 1576, Malin 1676, Malain 1757, Mâlin 1777, Malain 1850, Mâlain 1855.
L'étymologie de Mâlain se rattache au mot latin Mediolanum : medio- « milieu, central » et lano- « plein, plaine » ?, d'où « plaine au centre », ou mieux « plein centre ». Ce toponyme correspondrait à un territoire neutre entre les tribus gauloises, lieu de contacts politiques, d'arbitrages juridiques et de commerces. Mâlain se rattachait au territoire des Lingons, dont la civitas, au nord, était Andemantunnum rebaptisée Langres. Effectivement, le site de Mediolanum était situé sur la frontière méridionale du territoire des Lingons face à celle des puissants Éduens, dont la civitas Bibracte (mont Beuvray), fut délaissée après la guerre des Gaules en faveur d'Augustodunum (Autun). Les Lingons étaient les alliés, au nord, des puissants Éduens.

## Histoire
Mâlain - Mediolanum - a été fondée en 70 av. J.-C. Au cours des Ier et IIe siècles apr. J.-C., la ville s'étend sur plus de 200 hectares et les échanges commerciaux y sont prospères ; elle est située à la même hauteur que Dijon (Divio) dont les origines sont plus tardives.
L'Ouche toute proche était alors navigable et permettait de relier le couloir de la Saône puis du Rhône où étaient importés divers produits dont les vins. La datation des amphores et fragments retrouvés sur le site a permis de repérer l'importation de vins grecs ou italiens (Étrurie) et aussi des échanges de produits alimentaires avec la région de Lyon.
Au XIe siècle, les Mâlain-Sombernon construisent une forteresse sur l'éperon rocheux qui domine le village.
Le château sera partagé en 1422 entre les deux sœurs Jeanne et Catherine de Bourgogne-(Montaigu)-Sombernon, pour n'être réunifié qu'en 1654 par Nicolas II Brulart de La Borde, qui l'abandonnera peu après au profit de Sombernon.

## Politique et administration
| Période                                  | Période  | Identité             | Étiquette | Qualité    |
| ---------------------------------------- | -------- | -------------------- | --------- | ---------- |
| 1983                                     | 1995     | Mme Mireille Cassard |           |            |
| 1995                                     | 2001     | M. Raymond Zabeth    |           |            |
| 2001                                     | 2008     | M. Hubert Petit      |           |            |
| 2008                                     | En cours | M. Nicolas Beneton   | DVG       | Enseignant |
| Les données manquantes sont à compléter. |          |                      |           |            |

## Démographie
L'évolution du nombre d'habitants est connue à travers les recensements de la population effectués dans la commune depuis 1793. Pour les communes de moins de 10 000 habitants, une enquête de recensement portant sur toute la population est réalisée tous les cinq ans, les populations de référence des années intermédiaires étant quant à elles estimées par interpolation ou extrapolation. Pour la commune, le premier recensement exhaustif entrant dans le cadre du nouveau dispositif a été réalisé en 2004.

En 2022, la commune comptait 782 habitants, en évolution de +7,27 % par rapport à 2016 (Côte-d'Or : +0,82 %, France hors Mayotte : +2,11 %).
| 1793 | 1800 | 1806 | 1821 | 1831 | 1836 | 1841 | 1846 | 1851  |
| ---- | ---- | ---- | ---- | ---- | ---- | ---- | ---- | ----- |
| 671  | 650  | 755  | 711  | 683  | 743  | 780  | 930  | 1 097 |

| 1856 | 1861 | 1866 | 1872 | 1876 | 1881 | 1886 | 1891 | 1896 |
| ---- | ---- | ---- | ---- | ---- | ---- | ---- | ---- | ---- |
| 814  | 802  | 791  | 694  | 695  | 701  | 696  | 719  | 770  |

| 1901 | 1906 | 1911 | 1921 | 1926 | 1931 | 1936 | 1946 | 1954 |
| ---- | ---- | ---- | ---- | ---- | ---- | ---- | ---- | ---- |
| 796  | 716  | 704  | 655  | 720  | 756  | 654  | 636  | 659  |

| 1962 | 1968 | 1975 | 1982 | 1990 | 1999 | 2004 | 2006 | 2009 |
| ---- | ---- | ---- | ---- | ---- | ---- | ---- | ---- | ---- |
| 645  | 564  | 510  | 554  | 660  | 750  | 685  | 679  | 715  |

| 2014 | 2019 | 2022 | - | - | - | - | - | - |
| ---- | ---- | ---- | - | - | - | - | - | - |
| 738  | 783  | 782  | - | - | - | - | - | - |

## Culture locale et patrimoine

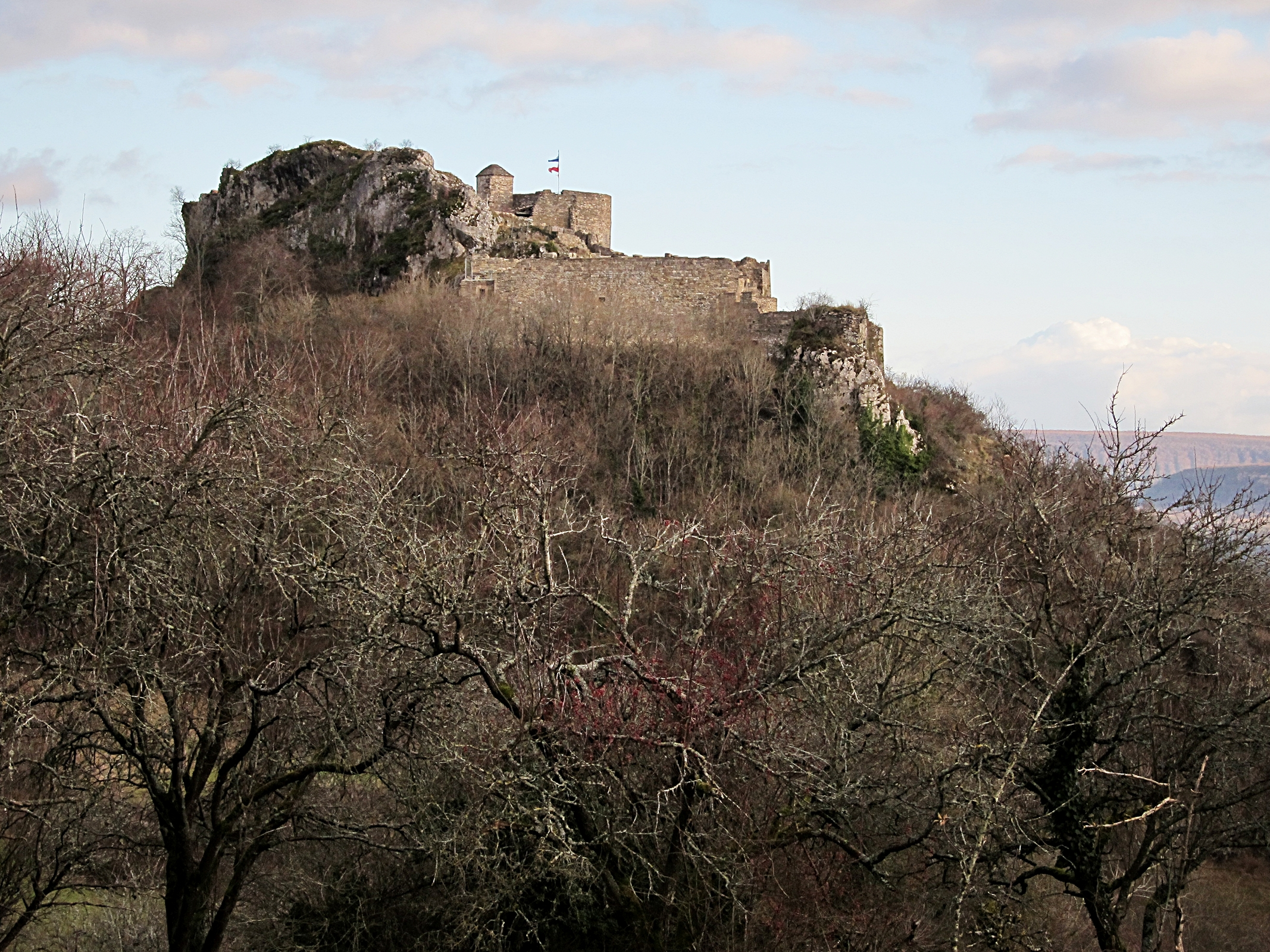
Le château de Mâlain.

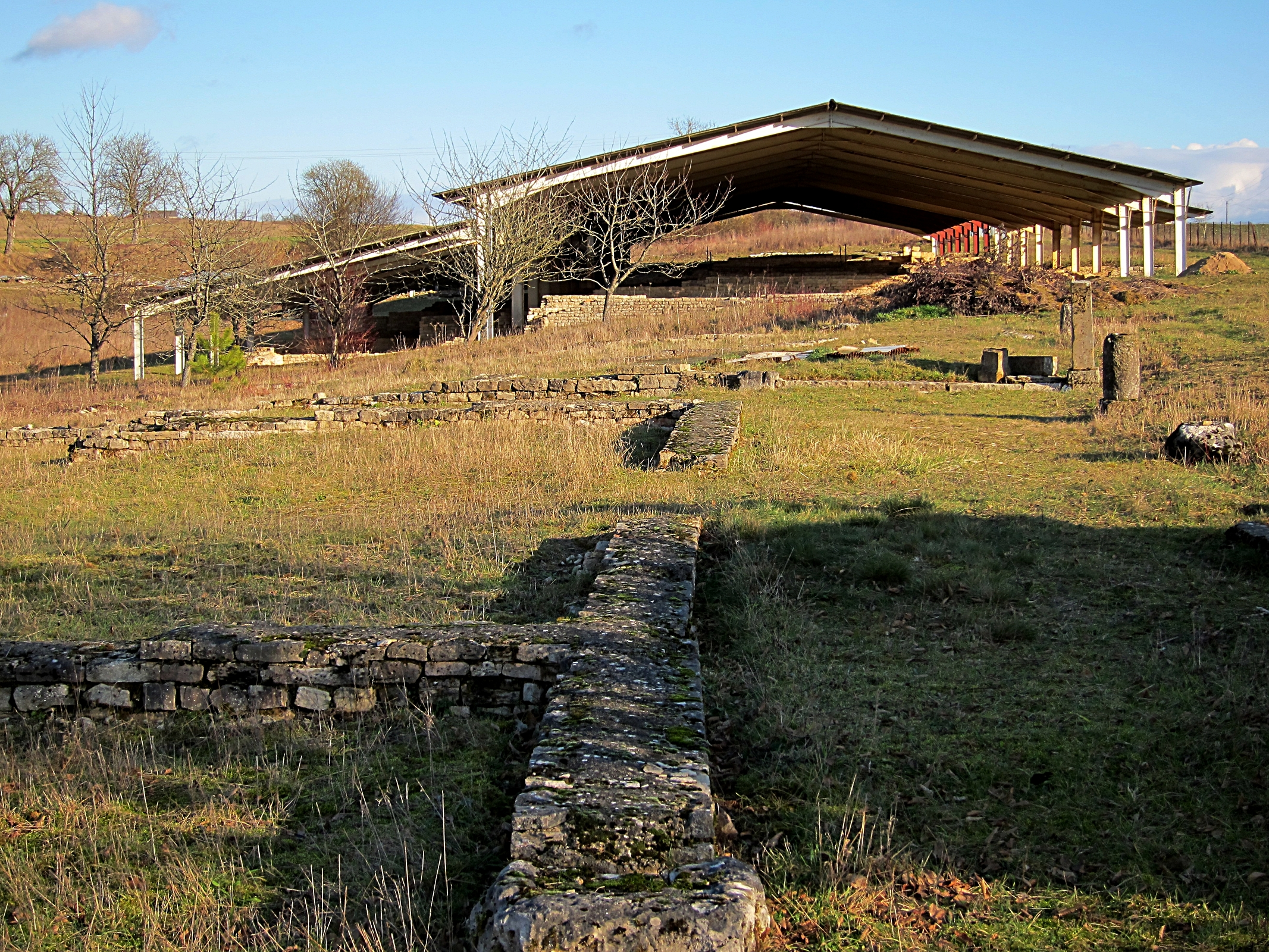
Le site de la Boussière.

### Lieux et monuments
- Château fort de Mâlain, édifice médiéval activement restauré depuis 1985 par des bénévoles. Le château du XIIe siècle a été partagé au XVe siècle entre deux héritiers. Il possédait une chapelle castrale dédiée à saint Georges XIVe siècle[25],[26]. Il appartient maintenant à la mairie de Mâlain et au Groupe Archéologique du Mesmontois (coordonnées : 47° 19′ 38″ N, 4° 47′ 18″ E).
- Site gallo-romain de La Boussière. Ce site fait l’objet d’une inscription au titre des monuments historiques depuis le 16 octobre 1992[27].

Prospection aérienne du site du sanctuaire du dieu Mars Cicolluis, et à Litavis, avec son enclos cultuel protohistorique. Ce site a livré de nombreux objets : bassins, colonnes, corniches, autels, inscriptions. Le fanum, de plan quadrangulaire ; une grande salle à exèdre, un aqueduc et des bâtiments faisant penser à des thermes. Sa localisation à 750 mètres au couchant du Théâtre, sur la rive droite de la Douix découvert en 1976 semble exclure une relation entre les deux sites.
- Grotte dite « le Trou du diable » où des céramiques néolithiques et des vases du bronze ancien ont été retrouvés. De récentes recherches permettent de penser qu'une communication existe ente cette grotte et le château situé au-dessus de celle-ci.
- Musée : plusieurs salles abordent l'archéologie, l'histoire, la géologie... Visitable sur demande, rue du Mont Chauvin.
- Les lavoirs (4) : à chaque lavoir correspond un quartier, attaché à une couleur.
- L'église : XIXe siècle, peintures des XVIIe et XVIIIe siècles. En 1835, l'ancienne église dédiée à saint Valérien (fête le 15 septembre) était en ruine et fut reconstruite.
- La croix du XVIe siècle qui fait l'objet d’un classement au titre des monuments historiques depuis le 10 mai 1938[29].(sur la place de l'Église).
- Maisons et fermes, nombreuses, des XVIIIe et XIXe siècles.
- Ancienne usine à chaux et les mines.
- Tombe du libre penseur, route de Paradis : essayez de déchiffrer les inscriptions philosophiques...

Le patrimoine non bâti :
- Parc Sophie-Moniotte (face à la mairie).
- Forêts du mont Chauvin, de la Chassagne, de la roche Aîgue (606 mètres) : nombreux chemins de randonnées, belvédères.
- Réservoir dit du Trou d'eau (propriété privée - baignade interdite) : route de Baulme la Roche.
- Vallée de la Douix : promenade ombragée.

## Personnalités liées à la commune
- Odot Molain (1383-1471), qui fut l'une des plus grosses fortunes du duché de Bourgogne et qui reprit en 1433 le titre, éteint, de seigneur de Mâlain[30].
- Sophie Moniotte, patineuse
- Anne-Caroline Chausson, championne du monde VTT, championne olympique BMX.
- Claude Coiret (1771-1808), soldat de la Révolution et de l'Empire. Né et décédé à Mâlain. Chevalier de la Légion d'honneur.

## Héraldique

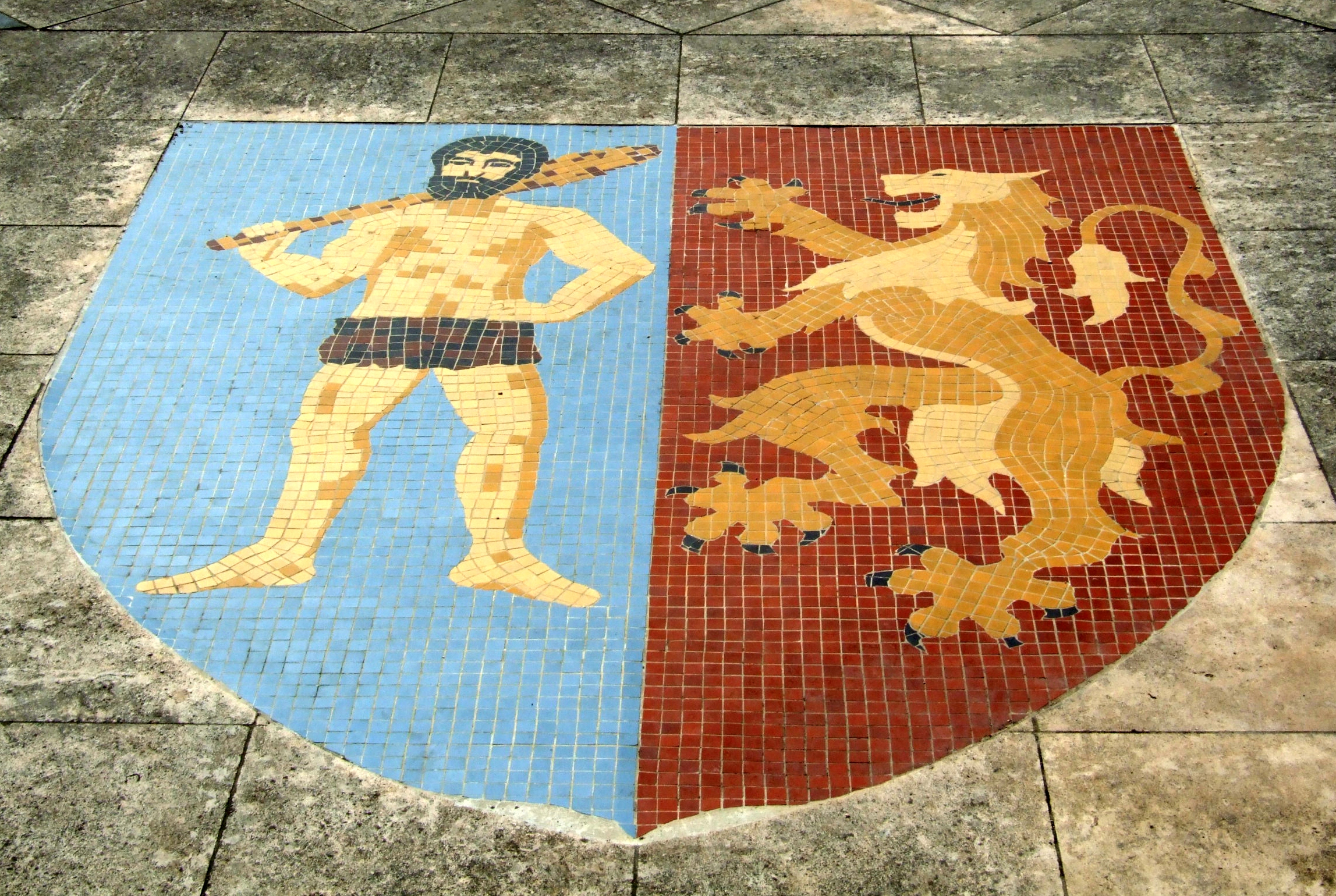
Blason des Mâlain.

| Blason de Mâlain | Blason  | Parti : au 1er d'azur au sauvage d'or, au 2e de gueules au lion d'or, le tout sommé d'un chef d'or chargé de trois merlettes de sable. |
| Blason de Mâlain | Détails | Le statut officiel du blason reste à déterminer.                                                                                       |